# Imma Do It
Imma Do It è una canzone del rapper statunitense Fabolous estratta dal suo album Loso's Way con la collaborazione di Kobe Honeycutt (o Kobe). La canzone è prodotta dal beatmaker statunitense DJ Khalil.

## Videoclip
Il videoclip è stato pubblicato il 20 novembre 2009. Diretto da Brendan Khyle Cochrane, mostra Fabolous e Kobe che sembrano cantare davanti a una telecamera di sicurezza, osservati dall FBI.